# Carlos Borja (futbolista estadounidense)
Carlos Borja (nacido el 18 de enero de 1988 en Orange, Estados Unidos) es un futbolista mexicano-estadounidense ya que su padre nació en Chihuahua, México.
Actualmente juega como defensa, por la lateral de la izquierda para el Club Deportivo Tapatío filial de Chivas de Guadalajara de la Primera División de México.
En el 2006 fue contratado para el Club Deportivo Chivas USA.

## Trayectoria
| Período   | Club               |
| --------- | ------------------ |
| 2002-2003 | Cruz Azul          |
| ?         | Irvine Strikers    |
| ?         | IMG Soccer Academy |

| Período   | Club                      | Partidos (goles) |
| --------- | ------------------------- | ---------------- |
| 2006-2007 | Club Deportivo Chivas USA | 0 (0)            |